# Guy Ritchie
Guy Stuart Ritchie (ur. 10 września 1968 w Hatfield) – brytyjski reżyser, producent filmowy i scenarzysta, okazjonalnie aktor.

## Życiorys

### Wczesne lata
Urodził się w Hatfield, w hrabstwie Hertfordshire w rodzinie agnostyków jako syn Amber Mary (z domu Parkinson) i kapitana Johna Viviana Ritchiego, byłego żołnierza Seaforth Highlanders i dyrektora ds. reklamy. Jego ojciec ożenił się ponownie z Shireen Ritchie, baronową Ritchie z Brompton, modelką, politykiem i dożywotnim parem. Jego matka ponownie wyszła za mąż za barona Sir Michaela Leightona.
W wieku siedmiu lat rozpoczął trening karate Shōtōkan w Budokwai w Londynie, gdzie później osiągnął czarny pas zarówno w Shōtōkan, jak i judo. Zdobył także czarny pas w brazylijskim jiu-jitsu u Renzo Gracie. Był dyslektykiem. Mając 15 lat opuścił szkołę średnią Stanbridge Earls School i rozpoczął pracę jako goniec w wytwórniach filmowych, a następnie sam zajął się realizacją reklam telewizyjnych.

### Kariera
W 1995 napisał scenariusz i wyreżyserował swój pierwszy film – 20-minutowy film krótkometrażowy The Hard Case, który zrobił wrażenie na inwestorach, którzy poparli jego pierwszą pełnometrażową produkcję Porachunki (Lock, Stock and Two Smoking Barrels, 1998). W obsadzie znaleźli się: Jason Flemyng, Dexter Fletcher, Jason Statham, Vinnie Jones i Sting. Film okazał się sukcesem kasowym, a Guy Ritchie został uhonorowany licznymi nagrodami, w tym Nagrodą Akademii Brytyjskiej, Nagrodą Niezależnego Kina Brytyjskiego, nagrodą na Międzynarodowym Festiwalu Filmowym w Tokio i MTV Movie Awards 1999. Następna produkcja reżysera, Przekręt (Snatch, 2000) z Bradem Pittem i Jasonem Stathamem, miała premierę we wrześniu 2000 roku. Film okazał się sukcesem kasowym i zyskał uznanie krytyki. Obraz ten, podobnie jak poprzedni, utrzymany był w stylistyce komedii gangsterskiej.
Wspólnie z Madonną zrealizował krótkometrażowy film dla BMW pt. Star (2001). Nakręcił też kontrowersyjny teledysk do piosenki Madonny „What It Feels Like for a Girl” (2001), w którym piosenkarka ginie w wypadku rozbijając się ukradzionym chwilę wcześniej samochodem.
Trzeci film pełnometrażowy Rejs w nieznane (Swept Away, 2002) z Madonną i Adrianem Gianninim, będący nową wersją włoskiego filmu Liny Wertmüller z 1974, wszedł na ekrany 8 października 2002. Okazał się pierwszą klapą reżysera – tak finansową jak i artystyczną, i został szybko zdjęty z ekranów kin w USA. Ritchie otrzymał Złotą Malinę jako najgorszy reżyser i był nominowany do Złotej Maliny za najgorszy scenariusz.
Revolver (2005) miał swoją premierę 22 września 2005 na Międzynarodowym Festiwalu Filmowym w Toronto. Został on chłodno przyjęty przez publiczność oraz krytykę, która nadała mu miano „najgorszego filmu roku”.
W 2008 Ritchie napisał i wyreżyserował film RocknRolla, który zebrał skrajnie różne oceny – od bardzo entuzjastycznych po krytyczne. Dziennik „The Sun” ogłosił go „najlepszym filmem 2008 roku”. Z kolei „The Guardian” przyznał mu ocenę 1/5.
Kolejny film Ritchiego Sherlock Holmes (2009), w którym główne role zagrali Robert Downey Jr. i Jude Law, miał premierę 25 grudnia 2009. Otrzymał on pozytywne recenzje i zarobił na świecie 520 mln dolarów, a Ritchie zdobył nominację do nagrody Saturna w kategorii najlepszy reżyser. Sequel, Sherlock Holmes: Gra cieni, miał premierę 14 grudnia 2011.
W 2023 nakręcił film Przymierze (Guy Ritchie’s The Covenant), który został pozytywnie oceniony przez odbiorców i recenzentów. W rolach głównych wystąpili Jake Gyllenhaal i Dar Salim.

## Życie prywatne
W 1998 na letniej imprezie w domu Stinga w Wiltshire poznał piosenkarkę i aktorkę Madonnę, zaledwie kilka miesięcy po wydaniu jej triumfalnego albumu Ray Of Light. 11 sierpnia 2000 urodził się ich syn Rocco John. 22 grudnia 2000 Ritchie i Madonna zawarli związek małżeński. W październiku 2006, odbywając wizytę w Malawi podjęli decyzję o adopcji chłopca, Davida Bandę Mwale Ciccone Ritchie (ur. 24 września 2005), którego matka zmarła tuż po porodzie. Sprawa była głośno komentowana przez media, głównie, że przejęcie opieki było niezgodne z prawem – obcokrajowiec może adoptować dziecko tylko, jeżeli co najmniej 18 miesięcy mieszkał w tym kraju. Krytycznie o sprawie wyrażał się również biologiczny ojciec, Yohane Banda, który wyraził zgodę na adopcję, jednak później wyznał, że nie wiedział, że już nigdy nie zobaczy syna. 21 listopada 2008 Ritchie i Madonna rozwiedli się. 30 lipca 2015 ożenił się z Jacqui Ainsley. Mają troje dzieci: dwóch synów – Rafaela i Leviego oraz córkę Rivkę.

## Filmografia
| Rok  | Tytuł                                | Reżyser | Scenarzysta | Producent |
| ---- | ------------------------------------ | ------- | ----------- | --------- |
| 1995 | The Hard Case (film krótkometrażowy) | T       | T           |           |
| 1998 | Porachunki                           | T       | T           |           |
| 2000 | Przekręt                             | T       | T           |           |
| 2001 | Star (film krótkometrażowy)          | T       | T           |           |
| 2002 | Rejs w nieznane                      | T       | T           |           |
| 2005 | Revolver                             | T       | T           |           |
| 2008 | RocknRolla                           | T       | T           | T         |
| 2009 | Sherlock Holmes                      | T       |             |           |
| 2011 | Sherlock Holmes: Gra cieni           | T       |             |           |
| 2015 | Kryptonim U.N.C.L.E.                 | T       | T           | T         |
| 2017 | Król Artur: Legenda miecza           | T       | T           | T         |
| 2019 | Aladyn                               | T       | T           |           |
| 2019 | Dżentelmeni                          | T       | T           | T         |
| 2021 | Jeden gniewny człowiek               | T       | T           | T         |
| 2023 | Gra fortuny                          | T       | T           | T         |
| 2023 | Przymierze                           | T       | T           | T         |
| 2024 | Ministerstwo Niebezpiecznych Drani   | T       | T           | T         |

### Reklamy
- 2001: The Hire: Star
- 2008: Nike Football Next Level
- 2010: Nike Write The Future

### Teledyski
| Rok  | Tytuł                           | Wykonawca |
| ---- | ------------------------------- | --------- |
| 2001 | „What It Feels Like for a Girl” | Madonna   |